# Ryan Malgarini
Ryan Timothy Malgarini, född 12 juni 1992 i Renton i delstaten Washington, är en amerikansk skådespelare. Han är mest känd för att spela rollen som Harry Coleman i filmen Freaky Friday från 2003, samt i dess uppföljare Freakier Friday från 2025. Han har varit förlovad med sin flickvän Kristen Stubbe sedan december 2024, efter att ha dejtat henne sedan september 2022.

## Filmografi (i urval)
| År        | Titel                         | Roll              | Noter                               |
| --------- | ----------------------------- | ----------------- | ----------------------------------- |
| 2003      | The United States of Leland   | Unge Leland       |                                     |
| 2003      | Gilmore Girls                 | Fred Larson Jr.   | Avsnittet A Tale of Poes and Fire   |
| 2003      | Freaky Friday                 | Harry Coleman     |                                     |
| 2004      | Malcolm – Ett geni i familjen | Noah              | Avsnittet Hot Tub                   |
| 2005      | Go Figure                     | Bradley Kingsford | TV-film                             |
| 2006      | Ska vi slå vad?               | Benjy             |                                     |
| 2006      | Standoff                      | Tyler Keeslar     | Pilotavsnitt                        |
| 2008–2010 | Gary Unmarried                | Tom Brooks        | Huvudroll                           |
| 2011      | Mike & Molly                  | Matt Dalton       | Avsnittet Christmas Break           |
| 2012      | Harry's Law                   | Scott Denchy      | Avsnittet Search and Seize          |
| 2013      | Bones                         | Dale              | Avsnittet The Party in the Pants    |
| 2014      | Det var inte jag              | Alex              | Avsnittet Ball or Nothing           |
| 2015      | Fresh Off the Boat            | Mike              | Avsnittet Miracle on Dead Street    |
| 2016      | Teen Wolf                     | Trent             | 2 avsnitt                           |
| 2018      | Mom                           | Brendan           | Avsnittet Pudding and a Screen Door |
| 2019      | Dinner in America             | Daniel            |                                     |
| 2025      | Freakier Friday               | Harry Coleman     | [ 1 ]                               |